# Блум, Карл
Карл Вильгельм Август Блум (нем. Carl Wilhelm August Blum; 1786, Берлин — 2 июля 1844, там же) — немецкий певец, либреттист, режиссёр, актёр, музыкант-гитарист и оперный композитор. Театральный деятель.
Специалисты называли К. Блума «универсальным гением, соединяющим в одном лице поэта, драматурга, композитора, певца и исполнителя».

## Биография
Научился игре на гитаре в 15 лет. В 1805 присоединился к странствующей театральной труппе, был актером, а затем певцом и гитаристом. После ухода из неё, занялся музыкально-драматическим образованием, посвятил себя изучению теории музыки. Поступил в королевский оперный театр в Берлине (1810) под управлением К. фон Вебера. В 1817 стал режиссёром королевской оперы.
В это период создал свою первую оперу «Claudine de Villa Bella». В 1817 отправился в Вену и стал учеником Сальери. Написал оперу «Das Rosen Hutchen», которая ставилась на сцене 39 раз.
В 1820 году после успеха в Вене король Пруссии назначил его придворным композитором. Учил игре на гитаре немецких принцесс.
Посетил Париж, где изучал музыкальные стили французских композиторов Буальдье, Керубини и Обера.
После посещения Лондона, в 1822 году вернулся в Берлин, работал в качестве режиссёра в Королевском театре. В 1827 году руководил Königsstädtisches Theater. В том же году побывал в Италии.
Известен множеством музыкальных и вокальных сочинений и оперетт, а также целым рядом комедий для немецкой сцены. Он переработал многие французские, английские и итальянские сюжеты.
К его оригинальным сочинениям относятся: «Фридрих-Август в Мадриде», «Бал в Эллербруне», «Лизетта» и т. д., на сцене долго держались его «Schiffskapitän», «Bär und Bassa» и «Kanonikus Schuster».
Блуму принадлежит заслуга переноса французского водевиля на немецкую почву.